# Carmen McRae Sings Lover Man and Other Billie Holiday Classics
Carmen McRae Sings Lover Man and Other Billie Holiday Classics ist ein Jazz-Album von Carmen McRae, aufgenommen in zwei Aufnahmesitzungen am 29. Juni und 26. Juli 1961, veröffentlicht bei Columbia Records im Jahr 1962.

## Das Album
Carmen McRae gehört neben Annie Ross und Abbey Lincoln zu den Jazzsängerinnen, die stark von Billie Holidays Stil geprägt sind. „Sie hatte den größten Einfluss auf mein Leben, so weit es meine Karriere betrifft. Ich traf sie, als ich noch sehr jung war und extrem verletzlich. Hätte sie gesagt, spring vom Dach, hätte ich es wahrscheinlich getan, so sehr war ich von ihr beeindruckt“, so McRae in ihren Erinnerungen. Die Sängerin entdeckte Billie Holiday für sich auf Schallplatte und im Radio und hörte sie schließlich im Harlemer Apollo Theatre. Als sie dort ein paar Jahre später einen Amateurwettbewerb gewann, wurde Irene Kitchings auf sie aufmerksam, die damals mit Teddy Wilson verheiratet war. McRae arbeitete dann als „Demo“-Sängerin für Kitchings, die so ihre Songs an Agenturen und Musikverlage verkaufte. Eines Tages konnte sie den Song Some Other Spring ihrem Idol „Lady Day“ vorsingen. Mit 17 Jahren schrieb sie dann den Song Dream of Life für Holiday; die beiden blieben bis zu „Ladys“ Tod 1959 befreundet.
Zwei Jahre nach dem Tod von Billie Holiday und der fruchtbaren Zusammenarbeit mit den Label Decca und Kapp (1954–1959) wollte McRae ein Album mit Songs aufnehmen, die mit Billie Holiday in Verbindung stehen bzw. von ihr geschrieben wurden, wie God Bless the Child. Doch Milt Gabler, der damalige Chef bei Kapp Records und frühere langjährige Aufnahmeleiter bei Sessions von „Lady Day“, ermöglichte ihr diesen Wunsch nicht. Erst mit ihrem Wechsel zu Columbia Records konnte sie dies verwirklichen; unterstützt vom Produzenten Teo Macero versammelte sie die passende Begleitband für ihr Projekt.
Zunächst war dies ihre reguläre „Working Band“ mit ihrem musikalischen Leiter, dem Pianisten Norman Simmons, des Weiteren dem Bassisten Bob Cranshaw und dem Schlagzeuger Walter Perkins. Erweitert wurde die Band um den Gitarristen Mundell Lowe und den Gastmusikern, den Kornettisten Nat Adderley und den Tenorsaxophonisten Eddie Lockjaw Davis, die sozusagen die Rolle Harry Sweets Edisons und Ben Websters bei den klassischen Sessions von „Lady Day“ übernahmen.
Der Jazzkritiker Ralph Gleason schrieb in seinen liner notes zur Original-LP, dass Lover Man eine Einführung in McRaes Fähigkeiten als Tragödin sei. Nach dem Urteil von Richard Cook und Brian Morton ist das Album bei aller Nähe zum Idol „reine Carmen McRae“ mit vielen melancholischen, aber auch sarkastischen Wendungen. McRae betone, so Will Friedwald in den liner notes, bei all ihren Interpretationen die „swingende“ Seite von „Lady Day“ nach deren Vorbild Louis Armstrong.

## Editionsgeschichte
Das Album erschien 1962 zuerst unter dem Originaltitel, 1973 schließlich in verkürzter Form als Carmen McRae Sings Billie Holiday (KH 32177)
und erneut unter dem Originaltitel und allen 12 Titeln unter der Nummer PC 37002. Als Compact Disc – die Wiederveröffentlichung 1997 wurde von Michael Cuscuna produziert – wurde das Album in der Columbis/Legacy-Reihe (CK 65115) mit zwei zusätzlichen Bonus-Tracks versehen; The Christmas Song erschien zuerst auf der Jingle Bell Jazz-Anthologie von Columbia, der Titel If the Moon Turns Green stammt von „Lady Days“ Freund und Produzenten Bernie Hanighen und ist ein Duo von Pianist Simmons und McRae; er wurde von Billie Holiday nie gesungen und daher damals nicht in die Original-LP aufgenommen. Bis auf die Titel 3, 8 und 13 wurden alle Titel bei der ersten Session im Juni aufgenommen.
Carmen McRae nahm im Verlauf ihrer Karrieren noch mehrere Male Titel von „Lady Day“ auf; so z. B. im Album For Lady Day im Jahr 1995. Als Zeichen ihrer Freundschaft sang sie bei jedem Konzert einen Titel, der mit Billie Holiday assoziiert wird wie Good Morning Heartache, Them There Eyes, Lover Man, God Bless the Child, Don’t Explain und andere.

## Die Titel
1. Them There Eyes (Maceo Pinkard/William Tracy/Doris Tauber) 2:45
2. Yesterdays (Otto Harbach/Jerome Kern) 4:52
3. I’m Gonna Lock My Heart (and Throw Away the Key) (J. Eaton/T. Shand) 2:32
4. Strange Fruit (L. Allan) 2:47
5. Miss Brown to You (Leo Robin/Richard A. Whiting/Ralph Rainger) 2:27
6. My Man (Jacques Charles/Channing Pollack/Albert Willemetz/Maurice Yvain) 4:05
7. I Cried for You (Now It’s Your Turn to Cry over Me) (A. Freed/Gus Arnheim/A. Lyman) 2:52
8. Lover Man (Oh, Where Can You Be?) (J.E. Davis/Jimmy Sherman/Ram Ramirez) 4:18
9. Trav’lin Light (Johnny Mercer/J. Mund/T. Young) 2:19
10. Some Other Spring (Arthur Herzog Jr./Irene Kitchings) 3:02
11. What A Little Moonlight Can Do (Harry MacGregor Woods) 3:31
12. God Bless the Child (Arthur Herzog Jr./B. Holiday) 3:24
13. If the Moon Turns Green (Bernie Hanighen/P. Cates) 3:28 (Bonus-Track)
14. The Christmas Song (Mel Tormé/R. Wells) 3.55 (Bonus-Track)

## Auszeichnung
Richard Cook und Brian Morton betrachteten in ihrem Penguin Guide to Jazz das Lover Man-Album als McRae bestes Werk und zeichneten es mit der Höchstnote von vier Sternen aus.